# Каменский (Татищевский район)
Каменский — посёлок в Татищевском районе Саратовской области, входит в состав Сторожевского муниципального образования. Основан в 1875 году.

## География
Посёлок находится на расстоянии примерно 11 км (по прямой) к востоку от посёлка городского типа Татищево, административного центра района.

### Часовой пояс
Посёлок Каменский, как и вся Саратовская область, находится в часовой зоне МСК+1. Смещение применяемого времени относительно UTC составляет +4:00.

## Население
| 2010 |
| ---- |
| 5    |

### Национальный состав
Согласно результатам переписи 2002 года, в национальной структуре населения русские составляли 100 % из 9 чел.